# Mistrovství České republiky v orientačním běhu v knock-out sprintu
Mistrovství České republiky v orientačním běhu v knock-out sprintu je pořádáno každoročně od roku 2023, jde o disciplínu zařazenou na program mistrovství světa. Jde o velmi mladou disciplínu tohoto sportu a podobně jako individuální sprint se zpravidla běhá v centrech měst, na jejich sídlištích, v parcích a přilehlých lesích. Vznik této disciplíny podnítil divácký úspěch individuálních sprintů a jejich popularita v jiných sportech.
Jedná se o jednorázový tříkolový vyřazovací závod s hromadnými starty po skupinách a je vypsán pro kategorie D21 - ženy a H21 - muži. Kvalifikace se musí konat ve stejný den jako další dvě kola (semifinále a finále). Rozdělení do kvalifikačních skupin je provedeno na základě výkonnosti jednotlivých závodníků s cílem vytvořit pokud možno výkonnostně vyrovnané kvalifikační skupiny.
Počet startujících závodníků ve finálové a semifinálových skupinách je stanoven takto:
V semifinále startuje celkem 18 závodníků ve třech skupinách (SF1, SF2 a SF3) po 6, ve finálové skupině F startuje 6 závodníků. V nižších finálových skupinách (A, B, ..) startují závodníci, kteří nepostoupili do semifinále. Ze semifinálových skupin postupují vždy první dva závodníci do finálové skupiny F, závodníci na třetím až šestém místě již další kolo (finálovou skupinu) neběží.

## Přehled závodů MČR v knock-out sprintu
| Mistrovství České republiky | Mistrovství České republiky | Mistrovství České republiky | Mistrovství České republiky | Mistrovství České republiky | Mistrovství České republiky | Mistrovství České republiky | Mistrovství České republiky | Mistrovství České republiky | Mistrovství České republiky | Mistrovství České republiky |
| Ročník                      | Datum závodu                | Pořadatel                   | Místo konání                | Název mapy                  | Ředitel                     | Hlavní rozhodčí             | Stavitelé tratí             | Web závodu                  | DB ORIS                     | Poznámka                    |
| --------------------------- | --------------------------- | --------------------------- | --------------------------- | --------------------------- | --------------------------- | --------------------------- | --------------------------- | --------------------------- | --------------------------- | --------------------------- |
| MČR 2023                    | 28. 9. 2023                 | Orientační sporty Písek     | Písek • aréna               | KO23 finále                 | Otto Hartvich               | Radim Hošek                 | Daniel Wolf                 | www                         | 7280                        |                             |
| MČR 2024                    | 8. 5. 2024                  | Oddíl OS SK Prostějov       | Prostějov • aréna           | PROSTĚJOV 2024              | Dušan Vystavěl              | Jan Fiala                   | David Aleš                  | www                         | 8513                        |                             |
| MČR 2025                    | 2. 8. 2025                  | SK Severka Šumperk          | Branná • aréna              | Branná                      | Zdenka Králová              | Václav Král                 | Vojtěch Král                | www                         | 9457                        | kvalifikace Staré Město     |

## Přehled medailistů MČR v knock-out sprintu
| Rok      | Pořadatel, místo               | Zlato        | Stříbro          | Bronz         | Zlato             | Stříbro       | Bronz            |
| -------- | ------------------------------ | ------------ | ---------------- | ------------- | ----------------- | ------------- | ---------------- |
| MČR 2023 | Orientační sporty Písek, Písek | Vojtěch Král | Tomáš Křivda     | Jonáš Hubáček | Tereza Čechová    | Jana Pekařová | Ema Černá        |
| MČR 2024 | OS SK Prostějov, Prostějov     | Tomáš Křivda | Vojtěch Král     | Jonáš Hubáček | Barbora Matějková | Ema Černá     | Jana Pekařová    |
| MČR 2025 | SK Severka Šumperk, Branná     | Tomáš Křivda | Jakub Chaloupský | Jonáš Hubáček | Tereza Rauturier  | Jana Pekařová | Kateřina Štěpová |

## Medailové pořadí závodníků na MČR ve knock-out sprintu
Pořadí závodníků podle získaných medailí (tzv. olympijského hodnocení) v hlavní mužské a ženské kategorii (H21 a D21) na Mistrovství ČR ve sprintu v letech 2023 až 2025 (včetně).
| Medailové pořadí závodníků na MČR | Medailové pořadí závodníků na MČR | Medailové pořadí závodníků na MČR | Medailové pořadí závodníků na MČR | Medailové pořadí závodníků na MČR |
| Jméno                             | 1. místo                          | 2. místo                          | 3. místo                          | Celkem                            |
| --------------------------------- | --------------------------------- | --------------------------------- | --------------------------------- | --------------------------------- |
| Tomáš Křivda                      | 2                                 | 1                                 |                                   | 3                                 |
| Vojtěch Král                      | 1                                 | 1                                 |                                   | 2                                 |
| Tereza Rauturier                  | 1                                 |                                   |                                   | 1                                 |
| Tereza Čechová                    | 1                                 |                                   |                                   | 1                                 |
| Barbora Matějková                 | 1                                 |                                   |                                   | 1                                 |
| Jana Pekařová                     |                                   | 2                                 | 1                                 | 3                                 |
| Ema Černá                         |                                   | 1                                 | 1                                 | 2                                 |
| Jakub Chaloupský                  |                                   | 1                                 |                                   | 1                                 |
| Jonáš Hubáček                     |                                   |                                   | 3                                 | 3                                 |
| Kateřina Štěpová                  |                                   |                                   | 1                                 | 1                                 |